# Höga Kusten
La Costa Alta (suec: Höga kusten) és una part de la costa sueca sobre el golf de Botnia, situada als municipis de Kramfors, Härnösand i Örnsköldsvik i destaca com l'"àrea tipus" per a la investigació de la isostàsia, en la qual la terra s'eleva amb el pes de les glaceres en fondre's fora d'ella. Aquest fenomen es va observar i estudiar allà per primera vegada; des de l'última edat de gel de la Terra ha augmentat 800 m, que representa l'inusual paisatge amb formacions d'alts penya-segats.
La UNESCO, mentre feu la inscripció de la zona en la llista del Patrimoni Mundial el 2000, va assenyalar que "la Costa Alta ofereix les oportunitats pendents per a la comprensió dels processos importants que formen la glacera, la terra de les zones elevades de la superfície de la Terra".